# Pericnemis triangularis
Pericnemis triangularis – gatunek ważki z rodziny łątkowatych (Coenagrionidae). Znany tylko z holotypu – samicy odłowionej w 1927 roku w Bettotan w stanie Sabah w północnej części Borneo.